# فرودگاه بریندیسی
فرودگاه بریندیسی (به انگلیسی: Brindisi Airport) یک فرودگاه همگانی با کد یاتا BDS است که یک باند فرود آسفالت دارد و طول باند آن ۱۹۴۰ متر است. این فرودگاه در شهر بریندیسی کشور ایتالیا قرار دارد و در ارتفاع ۱۴ متری از سطح دریا واقع شده‌است.